# Coelioxys laevigata
Coelioxys laevigata är en biart som beskrevs av Smith 1854. Coelioxys laevigata ingår i släktet kägelbin, och familjen buksamlarbin. Inga underarter finns listade i Catalogue of Life.